# Discoelius turneri
Discoelius turneri är en stekelart som först beskrevs av Meade-waldo 1910.  Discoelius turneri ingår i släktet tapetserargetingar, och familjen Eumenidae. Inga underarter finns listade i Catalogue of Life.